# Cycnia tenerosa
Cycnia tenerosa är en fjärilsart som beskrevs av Dyar 1913. Cycnia tenerosa ingår i släktet Cycnia och familjen björnspinnare. Inga underarter finns listade i Catalogue of Life.